# Iglesia de la Merced (Ayamonte)
La iglesia de la Merced, sita en la calle de Jovellanos, en pleno barrio de La Ribera de la localidad de Ayamonte (provincia de Huelva, Andalucía, España), es un templo católico que data de mediados del siglo XVII. Es Bien de Interés Cultural, con categoría de Monumento.

## Historia
La fundación del templo-convento fue llevada a cabo por un particular Don Diego Pérez Mestre en el año 1640, Capitán de la carrera de indias, alguacil mayor de la santa inquisición, familiar del Santo oficio y sindico de la villa de Lepe. Falleció el 10 de marzo de 1663, y recibió sepultura en la Iglesia, en la bóveda que había mandado preparar bajo el altar mayor. En su fundación recibió el nombre de Convento e Iglesia de la Santísima Trinidad de Religiosos Descalzos de Nuestra Señora de la Merced y Redención de Cautivos.
Tras la desamortización de Mendizabal, al convento se le dieron diversos uso: oficina de hacienda, escuela pública, quedando la iglesia como ayuda a su parroquia. Parte se vendió para la construcción de las viviendas particulares.

## Descripción

### Estructura y descripción del templo

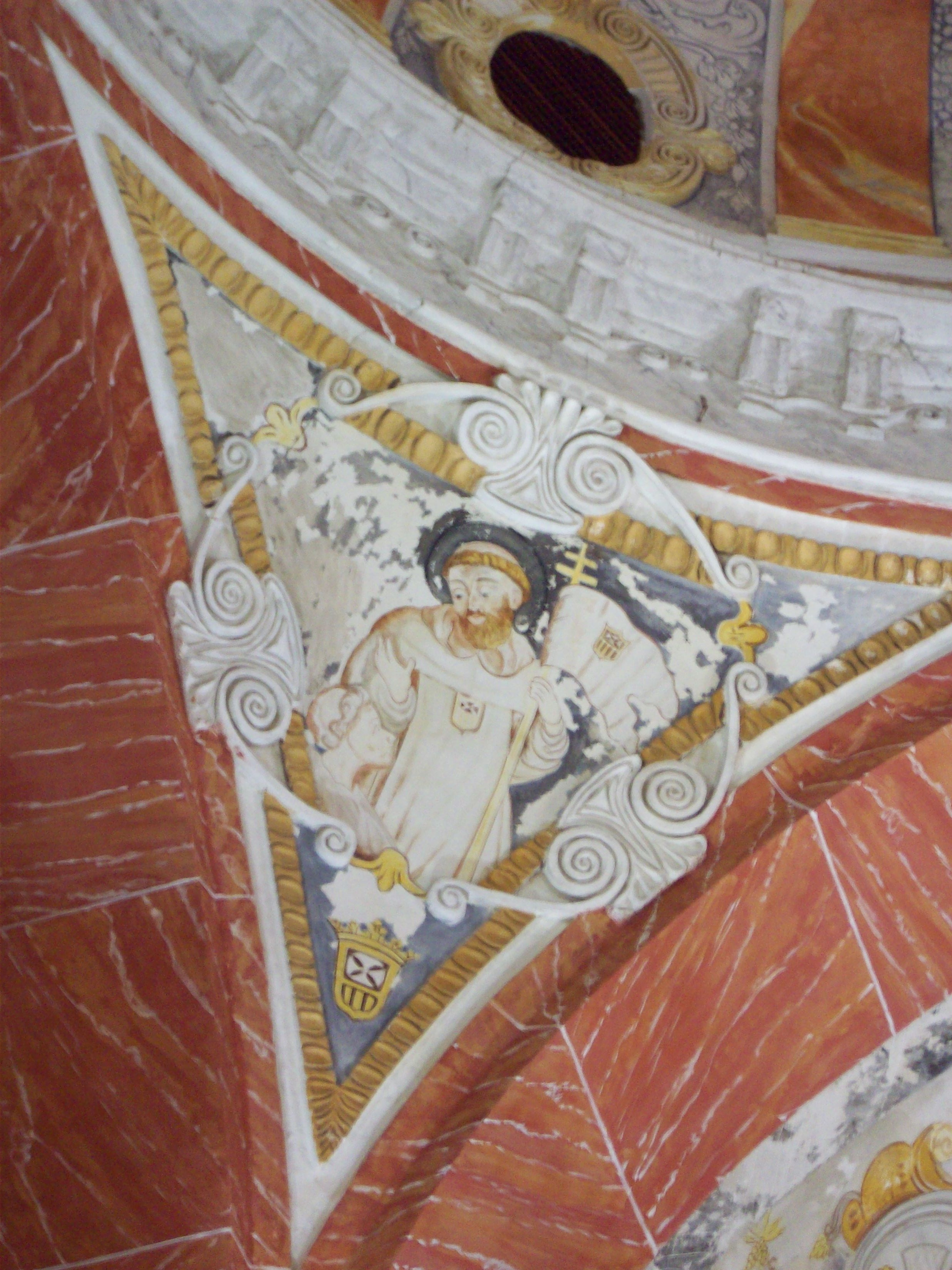
Detalle de una de las pechinas del crucero.

La iglesia tiene planta de cruz latina, con brazos poco salientes. El buque está formado por la nave central más ancha, y dos laterales estrechas, destinadas a capillas y deambulatorio.  La nave central se cubre con bóvedas de cañón con lunetos, que ocultan la armadura de madera, y el crucero lo hace con cúpula sobre pechinas, decoradas con pinturas realizadas por Diego de Sousa e Sarre en 1746. Las bóvedas de la nave central y el crucero se decoran con imitaciones de sillares y pilastras de mármol. En las pechinas figuran cuatro santos mercedarios: San Pedro Nolasco, San Ramón Nonato, San Pedro Pacual y San Pedro Armengol. Siendo también obra del pintor y dorador Diego de Sousa e Sarre, 1746. Los volúmenes se exteriorizan en forma de sencillos prismas. Llama la atención la torre, no solo por la forma bulbosa de su chapitel, sino por las sobresalientes cornisas.

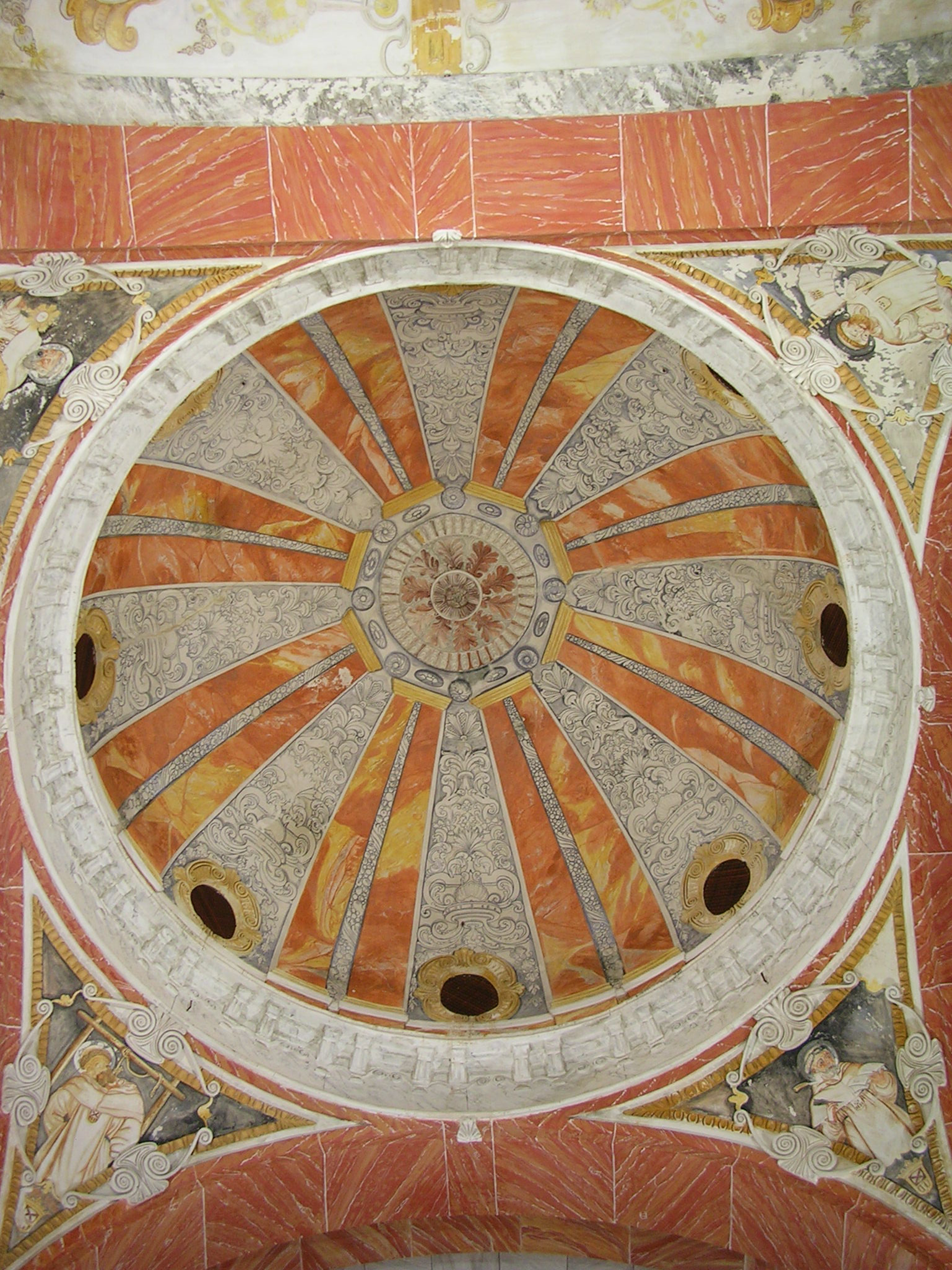
Cúpula del crucero.

Desde la calle Jovellanos, antigua calle Merced, se accede al templo por un interesante cancel de madera decorado por motivos vegetales, geométricos y mercedarios en su parte superior, todos ellos policromados. Una vez en el interior, se observa la configuración del templo en una sola nave central con capillas adosadas a su izquierda, y repartidas en cinco tramos. El tramo de los pies está ocupado por el coro alto, que descansa sobre una bóveda de cañón rebajada, con grandes lunetos que semejan una bóveda de arista, y rematada por un florón. El coro alto muestra una interesante balaustrada de madera en forma de estípites dorados y policromados.
El cuarto tramo del evangelio, bajo un arco rehundido se halla un lienzo de Rafael Aguilera, de 1940, que representa el tema de la virgen del Carmen y las änimas del Puergatorio. En el tercer tramo se abre una capilla de escasa profundidad y cubierta por una estrecha bóveda de cañón con un retablito decorado con estípites, veneras y guirnaldas de flores y frutas, data de la primera mitad del XVIII. El frente de la mesa de altar se recubre de azulejos blancos y azules con escenas campestres, propio de la cerámica de Delf, del siglo XVIII.
En el tercer tramo del nave se encuentra una pequeña capilla con bóveda de arista con dos hornacinas en sus muros en la que antiguamente se veneraba la imagen de Ntra Sra de los dolores perteneciente a la Hdad. de su mismo nombre, hoy desasparecida. Al segundo tramo de la nave se adosa una capilla, cubierta con bóveda de aristas, dedicada a la Virgen del Perpetuo Socorro. Al fondo de la capilla aparece un retablo de estilo clásico de mármol con columnas de estilo corintias y frontón partido y en su centro un querubín. Su centro lo ocupaba la pintura del icono bizantino del Perpetuo Socorro pintado sobre tabla aparecía firmada por M. Díaz Merry, 1941. Sobre marco de destellos tallado en madera y dorado con oro fino coronado todo por una corona real. hoy en día se da culto en esa capilla a las imágenes de la Hermandad de la Buena Muerte.
El deambularorio del lado de la epístola se cubre con pequeñas bóvedas de aristas. Al final de la nave hay una pequeña puerta que da paso a un pequeño habitáculo en el que se encuentra una escalera de caracol que sube al coro, a una galería que discurre por encima del deambulatorio y al campanario.

### Retablo Mayor

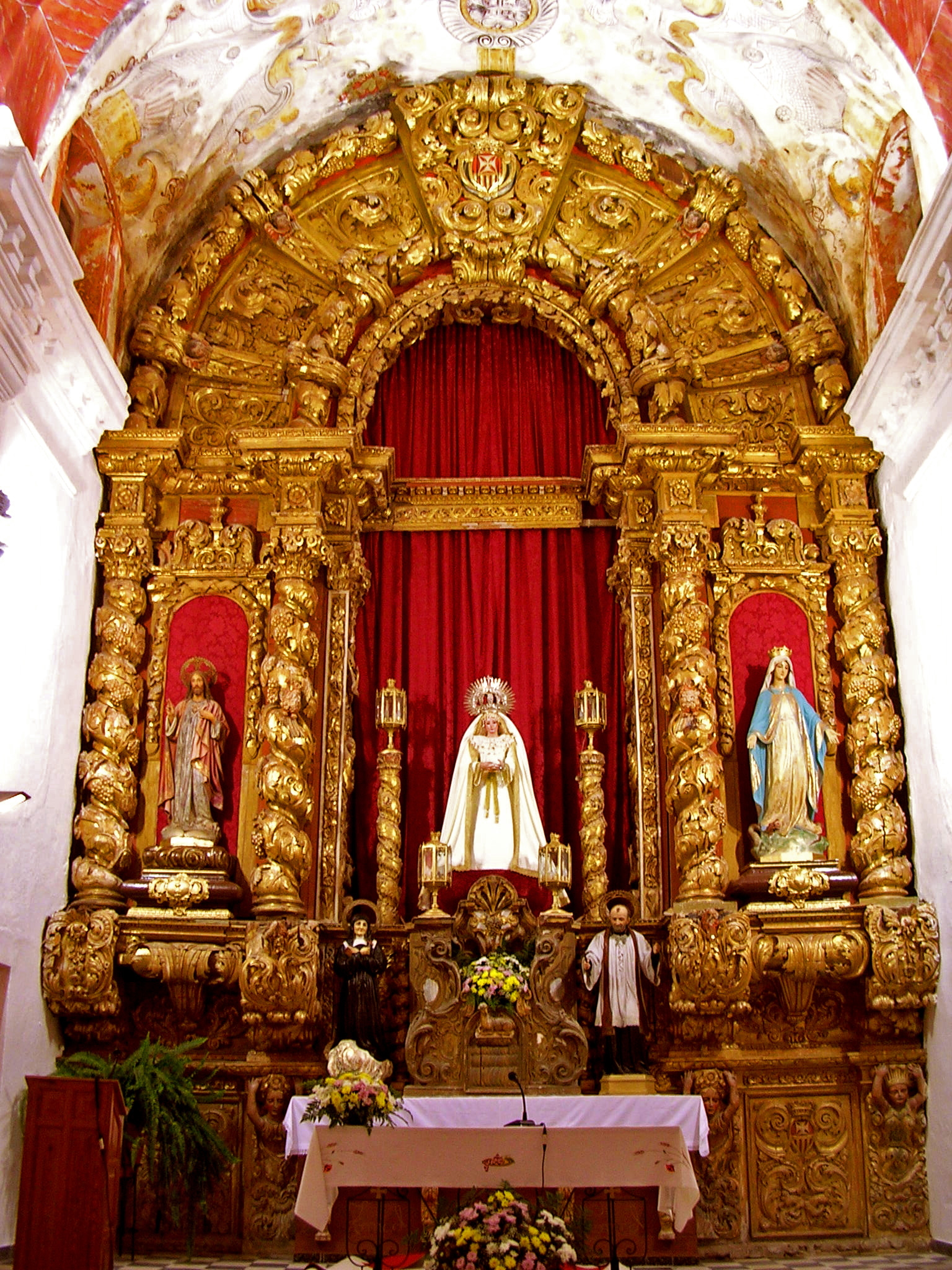
Retablo Mayor Templo de la Merced.

El Retablo existente en la Iglesia de la Merced de Ayamonte, pertenece sin lugar a dudas a la tipología de retablo barroco, pero más concretamente al conocido comúnmente en Portugal como barroco nacional o barroco portugués. Este retablo se integra perfectamente en la tipología de los más usados en la región del Algarve.
Exponiéndolo en un principio brevemente, su estructura muestra que se utiliza planta recta o plana, con cuatro cuerpos y tres calles, la central más ancha que las laterales.

#### Estudio pormenorizado
En el inferior, se encuentran cuatro atlantes ataviados según parece ser como indios, según se observa por el plumaje de sus tocados y turbantes, entre ellos sendos paneles rectangulares con decoración vegetal y el escudo de la orden mercedaria. Los cuatro atlantes sujetan el segundo cuerpo de escasa altura en el que se encuentran los peraltos de los que nacen las columnas.
El tercer cuerpo, aparece dividido en tres calles separadas y enmarcadas entre sí por columnas salomónicas de grandes dimensiones, la calle central es más ancha que las laterales. En la calle central existió un templete donde se le daba culto a Ntra. Sra. de la Merced, hoy día desaparecido. Y en las calles laterales se encuentran unas hornacinas donde se encontraban dos esculturas de bulto redondo, las imágenes de San Pedro Nolasco y San Ramón Nonato, hoy desaparecidas. En su lugar se encuentran el Sagrado Corazón de Jesús y la Virgen Milagrosa respectivamente.
El cuerpo superior o ático presenta la forma semicircular adaptada a la propia bóveda, forma semicircular son la continuación de las columnas, convirtiéndose así en dos arcos salomónicos unido entre sí por cinco radios destacando en central ya que se convierte en una gran cartela donde aparece el escudo de la Orden. Debajo de este aparece una abertura donde se encontraba ubicado un expositor eucarístico.
El retablo responde a un claro principio de simetría, dentro de un concepto en el que prima el dinamismo y el horror al vacío en lo que se refiere a la decoración. Las columnas se cubren con hojas de parra y racimos de uvas y en casi todos los espacios libres o se recurra a la ornamentación con motivos vegetales. El trabajo de talla produce una sensación de mayor complejidad por el dorado y la policromía que recubre todo el retablo.

#### Significado
El retablo de la Iglesia de la Merced entra dentro de la idea de síntesis del arte del barroco. Se trata de una construcción plenamente teatral y escenográfica, que juega con los efectos del volumen, la luz y los reflejos dorados. El objetivo es la exaltación triunfante de la Virgen y la Eucaristía.
Las columnas salomónicas recibían este nombre por identificarse con las que se encontraban en el templo del rey Salomón en Jerusalén, de manera que se planteaba una unión con el Antiguo testamento. La razón es enmarcar en tabernáculo central, como un templo dentro del templo, donde se coloca la imagen de Ntra. Sra. de la Merced, centrando la atención del espectador hacia ese punto. El tema de la vid indica a su vez, su carácter eucarístico.

#### Elementos formales
Los elementos formales más característicos de esta tipología son utilizados en la composición del tramo central donde surge una gran tribuna presidida por un trono piramidal en degradado. La tribuna interrumpe el entablamento y se prolonga en un arco completo. Los referidos arcos crean una vuelta perfecta siendo concéntricos entre sí y surgiendo entre ellos diversos fajones o radios y en el centro una cartela donde figura el escudo de la Orden de la Merced.

## Culto

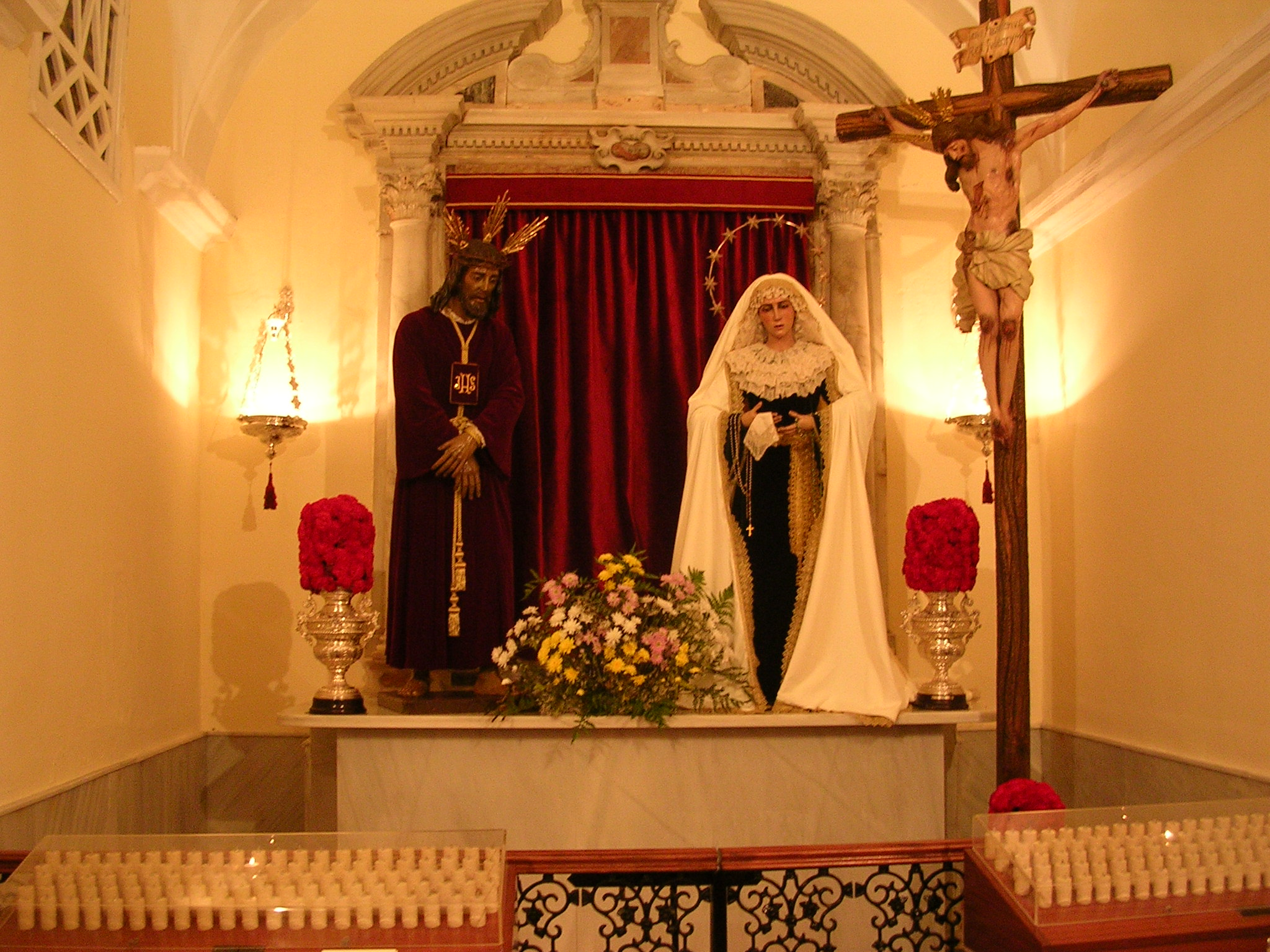
Imágenes de la Hermandad de la Buena Muerte.

La iglesia de la Merced es un templo religioso de culto católico y bajo la advocación mariana de la Virgen de la Merced.
En la iglesia de la Merced tiene sede canónica la Hermandad de la Buena Muerte.
- Otras veneraciones:
- Imagen de Jesús Cautivo, autor Antonio León Ortega, año 1973.
- Imagen del Cristo de la Buena Muerte, de autor anónimo. Anteriormente, titular de la Hermandad del Santo Entierro de Ayamonte.
- Imagen de María Santísima del Rosario, autor Antonio León Ortega, año 1972.

## Galería de imágenes

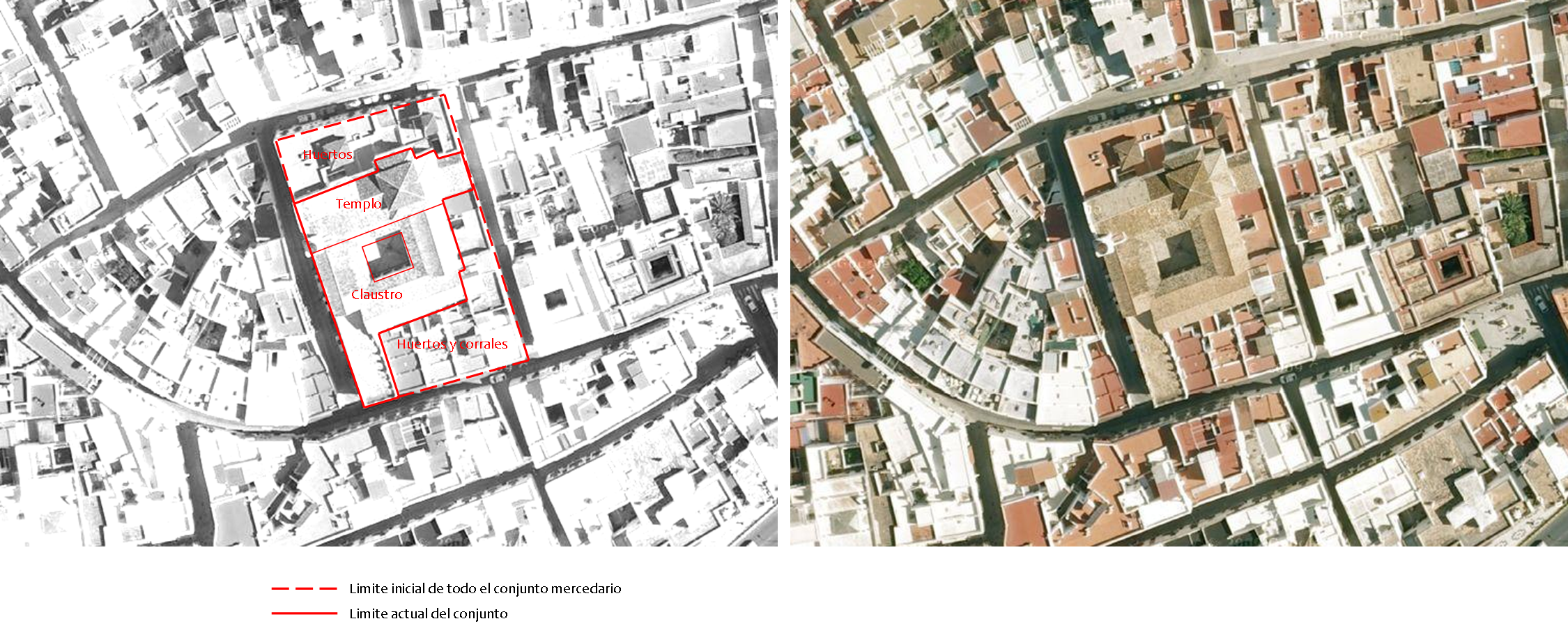
Plano de la antigua ubicación del convento de la Orden de la Merced.
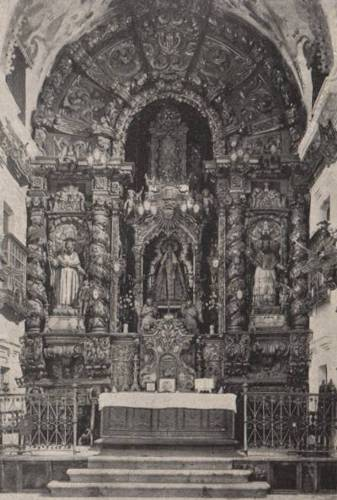
Estado del Retablo antes de 1936.
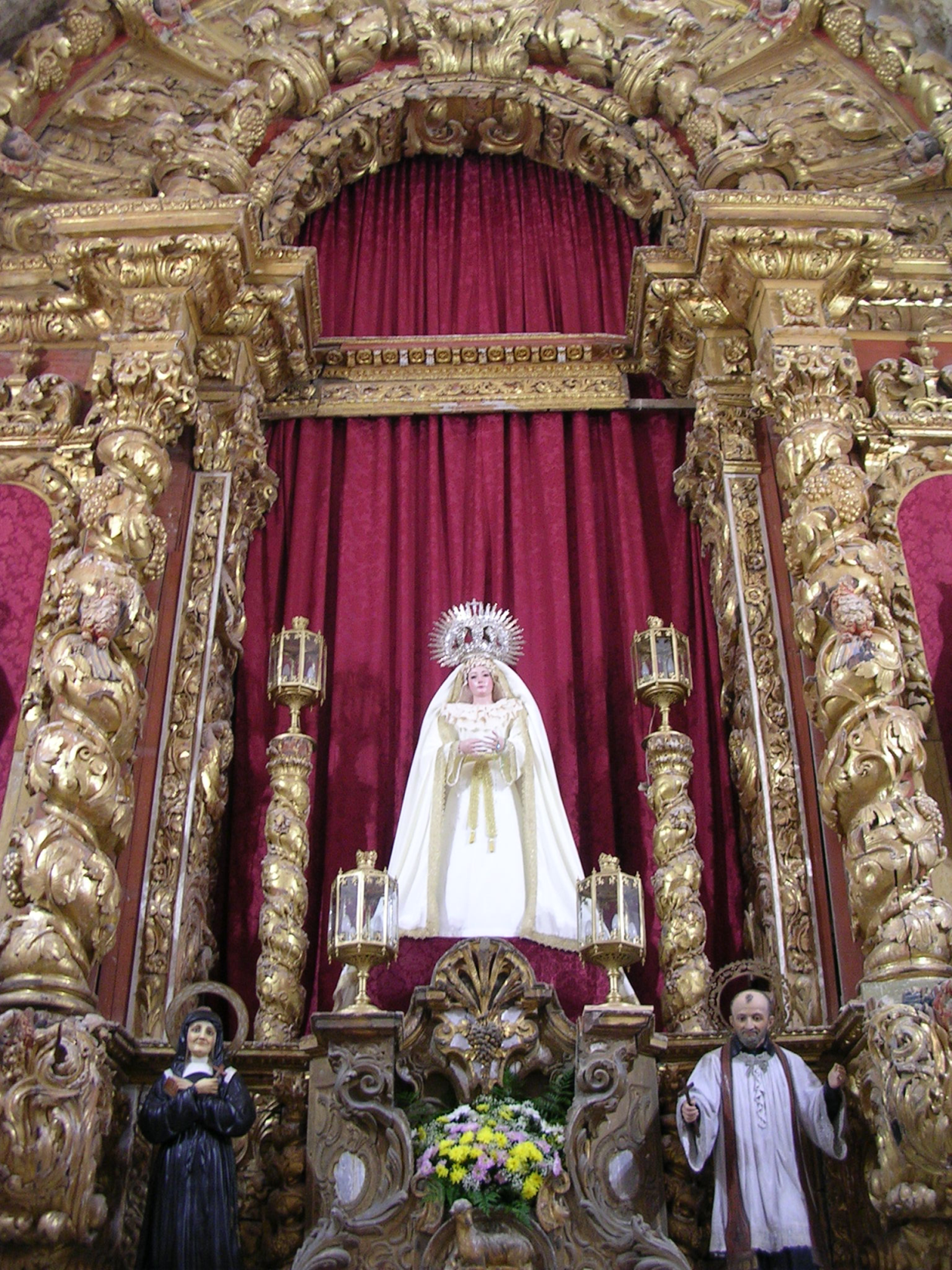
Nuestra Señora de la Merced.
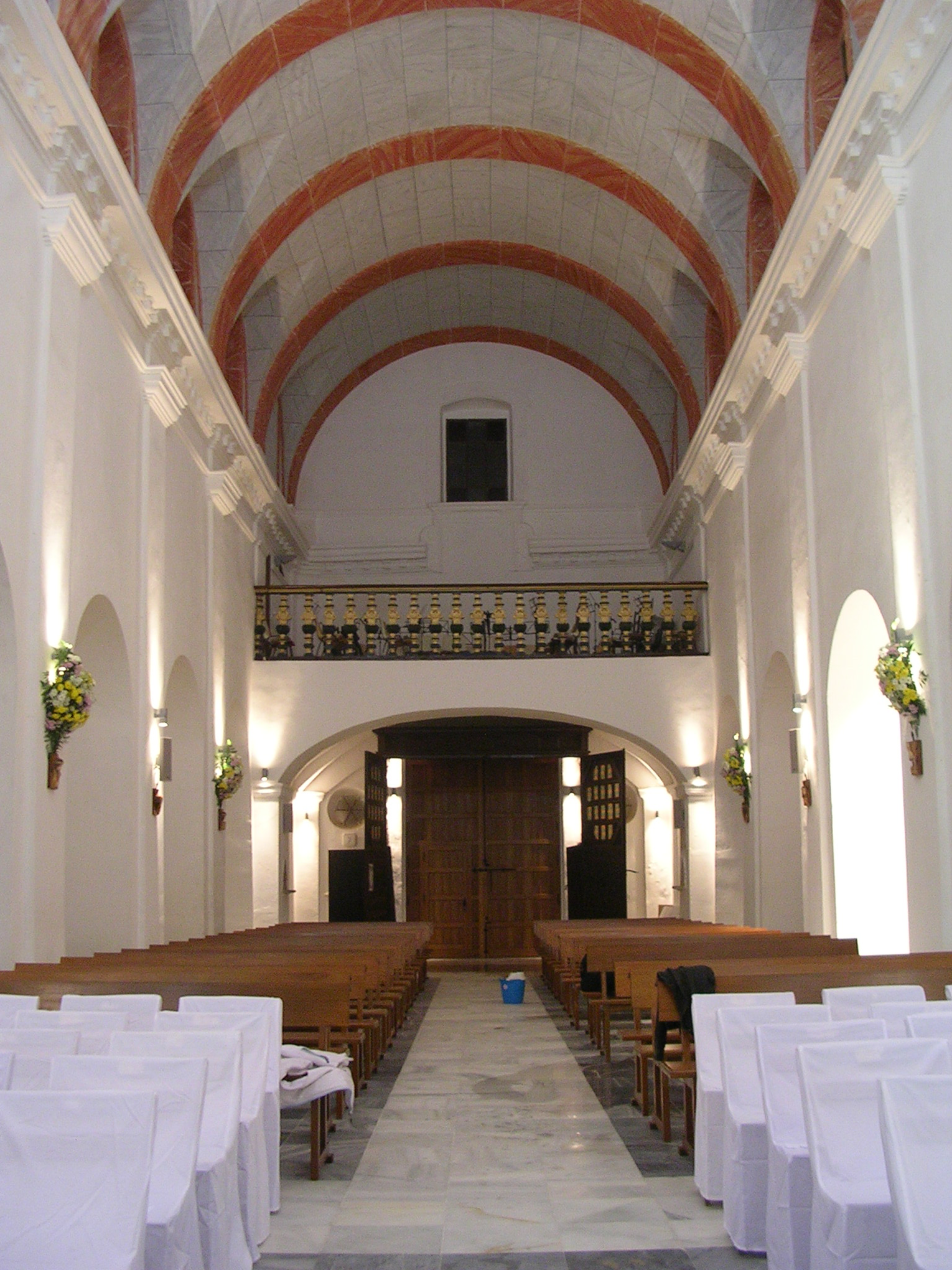
Nave principal.
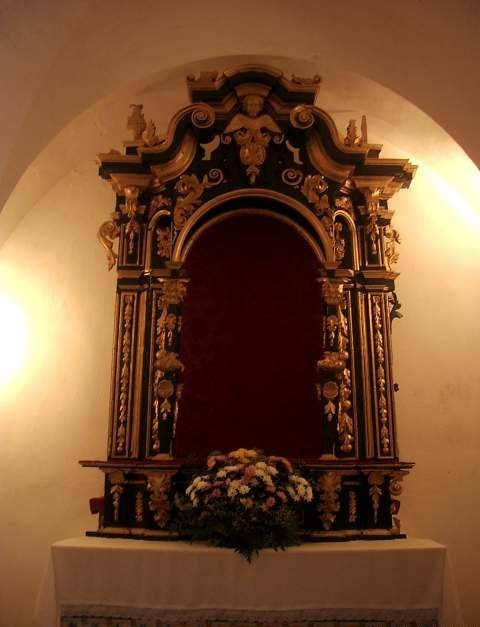
Retablo de San Judas Tadeo